# Do You Trust This Computer?
Aveți încredere în acest computer? (din engleză Do You Trust This Computer?) este un film documentar american din 2018 regizat de Chris Paine⁠(d) care prezintă beneficiile și mai ales pericolele inteligenței artificiale. Prezintă interviuri cu o serie de persoane proeminente din domeniul cercetării IA, cum ar fi Ray Kurzweil, Elon Musk și Jonathan Nolan. Filmul a fost regizat de Chris Paine, cunoscut pentru Cine a omorât mașina electrică? (2006) și continuarea sa Răzbunarea mașinii electrice (Revenge of the Electric Car⁠(d), 2011).
Subiectele abordate variază de la drone militare la fluxuri de „știri false” ("fake news") alimentate de IA. În timp ce era intervievat, Musk a avertizat că orice dictator uman va muri în cele din urmă, dar o superinteligență digitală ar putea deveni într-o zi un „dictator nemuritor de care nu putem scăpa niciodată”. Musk a sponsorizat, de asemenea, streamingul gratuit al filmului pe Vimeo la 7-8 aprilie 2018. Filmul a fost prezentat la Festivalul de Film Napa (Napa Film Festival) din 2018.
Documentarul este dedicat lui Stephen Hawking, care a avertizat că omenirea poate fi pusă în pericol prin căutarea și dezvoltarea unei inteligențe artificiale superinteligente.